# Vasiukivka, Petropavlivka
Vasiukivka (în ucraineană Васюківка) este un sat în comuna Samarske din raionul Petropavlivka, regiunea Dnipropetrovsk, Ucraina.

## Demografie
Componența lingvistică a localității Vasiukivka
     Ucraineană (94,55%)
     Rusă (5,45%)
Conform recensământului din 2001, majoritatea populației localității Vasiukivka era vorbitoare de ucraineană (94,55%), existând în minoritate și vorbitori de rusă (5,45%).